# Золотоустівська вулиця (Київ)
Золотоу́стівська (Златоу́стівська) ву́лиця — вулиця в Шевченківському районі міста Києва, місцевість Солдатська слобідка. Пролягає від Галицької площі та Бульварно-Кудрявської вулиці до вулиці В'ячеслава Чорновола та Ростиславської вулиці. 
Прилучаються Павлівська, Річкова і Полтавська вулиці.

## Історія
Вулиця виникла у 30-х роках XIX століття під назвою Загородня (Заміська), адже на той час знаходилася за межами міста. У 1869 році отримала теперішню назву — від церкви Іоанна Златоуста (так звана Залізна церква), що була розташована на Галицькій площі (знищена у 1934 році). З 1926 року мала назву вулиця Володарського, на честь діяча російського революційного руху В. Володарського (назву підтверджено 1944 року).
Історичну назву вулиці відновлено 2000 року.

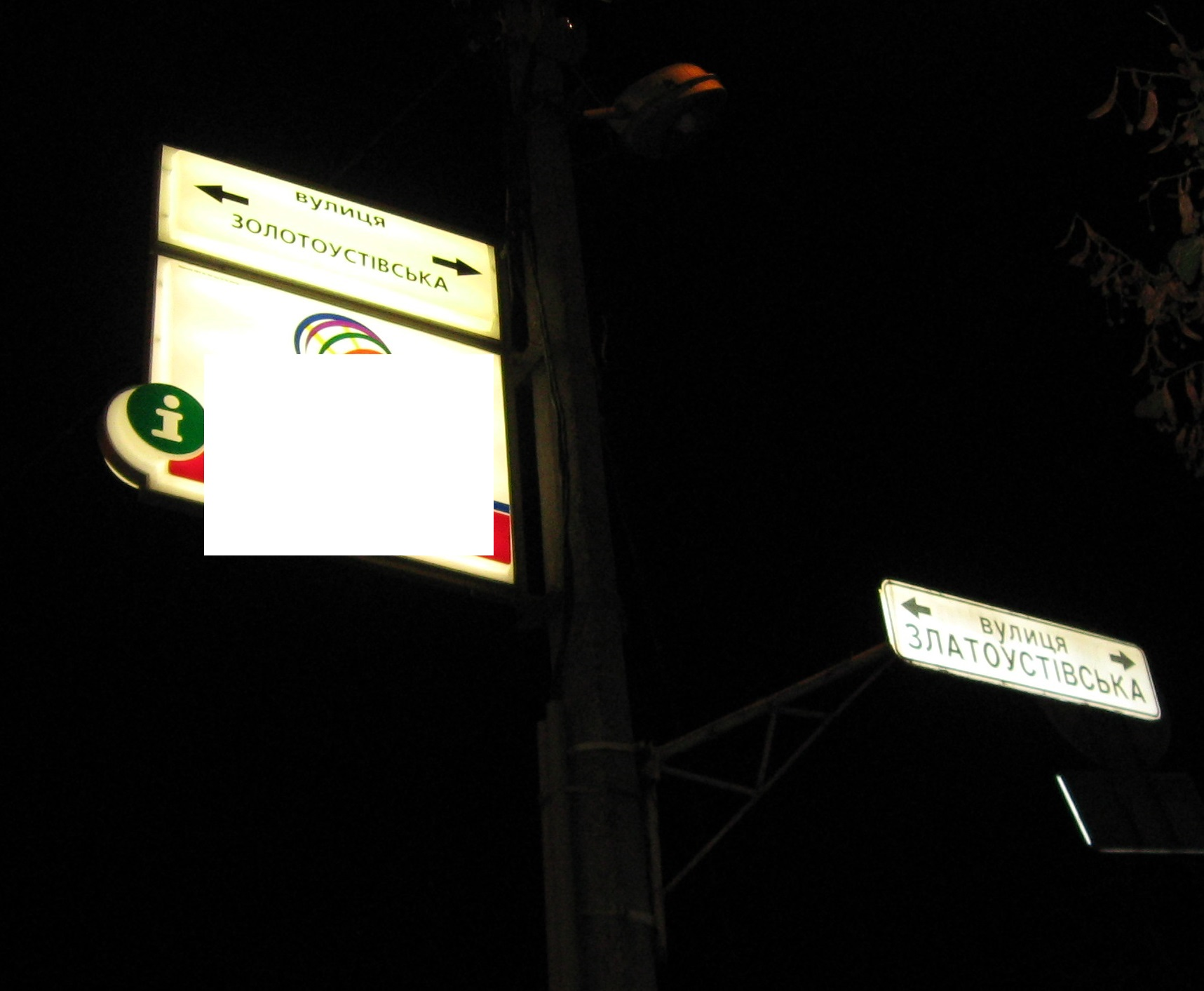
Вказівник з обома варіантами назви вулиці. Фото 2009 року

Існує два варіанти написання назви вулиці (у тексті рішення Київради подано Златоустівська, у розпорядженні КМДА — Золотоустівська), обидва фігурують на різних табличках та вказівниках, в інформаційних джерелах. В офіційному довіднику «Вулиці міста Києва» (2015) подано лише варіант Золотоустівська.
До 1985 року вулиця пролягала до вулиці Леоніда Глібова.

## Забудова

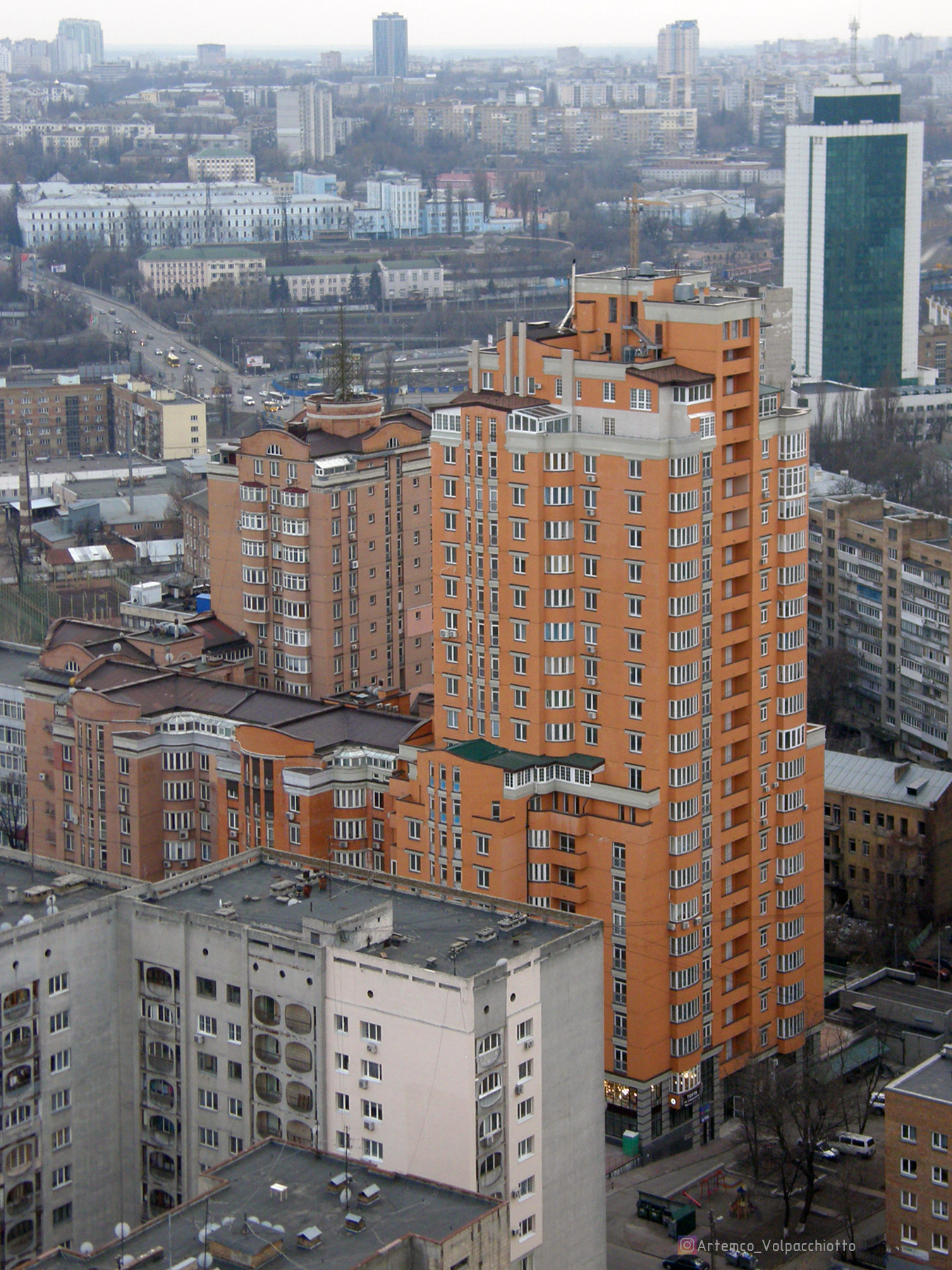
ЖК «Златоуст» (№ 47-49 і № 41/26 по вул. Павлівський)

Забудова місцевості склалася у 1830-х роках — тут було селище відставних вояків, яке так і назвали Солдатська слобідка. Через садибну малоповерхову забудову вулиця за міським розписом належала до 4-го розряду. У другій половині XIX століття тут почали зводитися цегляні або змішані прибуткові будинки, і в 1914 році вулицю було підвищено частково до 1-го, частково до 2-го розряду.
Старовинна забудова збереглася частково. Це будинки №№ 2/4, 14, 53. Вулиця переважно забудована цегляними п'ятиповерхівками 1950—60-х років та сучасними багатоповерховими будинками 1970-х—2000-х років.
Більшість старої забудови було знесено ще у 1980-х роках, будинок №30 знесено у лютому 2014 року, будинок №35 - восени 2016 року.

## Установи
- Бібліотека № 149 Шевченківського району (буд. № 2/4)
- Візовий відділ посольства Німеччини (буд. № 37/39)
- Київська державна фабрика театрального реквізиту (буд. № 53)

## Колишні анотаційні та меморіальні дошки

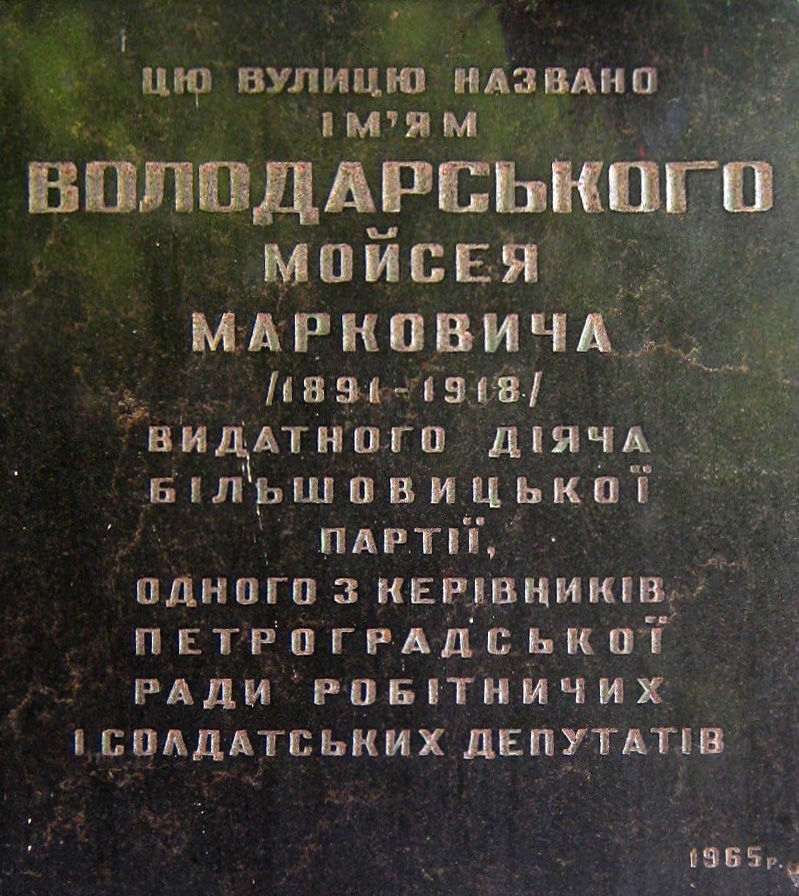

- буд. № 30 — меморіальна дошка на честь нелегальної типографії Київської організації РСДРП (більшовиків), яка знаходилася у цьому будинку у 1915 році. Мармурову дошку відкрито у 1947 році (архітектор Д. М. Криворучко), у 1965 році замінено на гранітну. Будинок знесений у лютому 2014 року[4], меморіальну дошку втрачено.
- буд. № 74[5] — анотаційна дошка на честь Володарського. Гранітну дошку було відкрито у 1965 році, демонтовано у 2016.